# Dungen

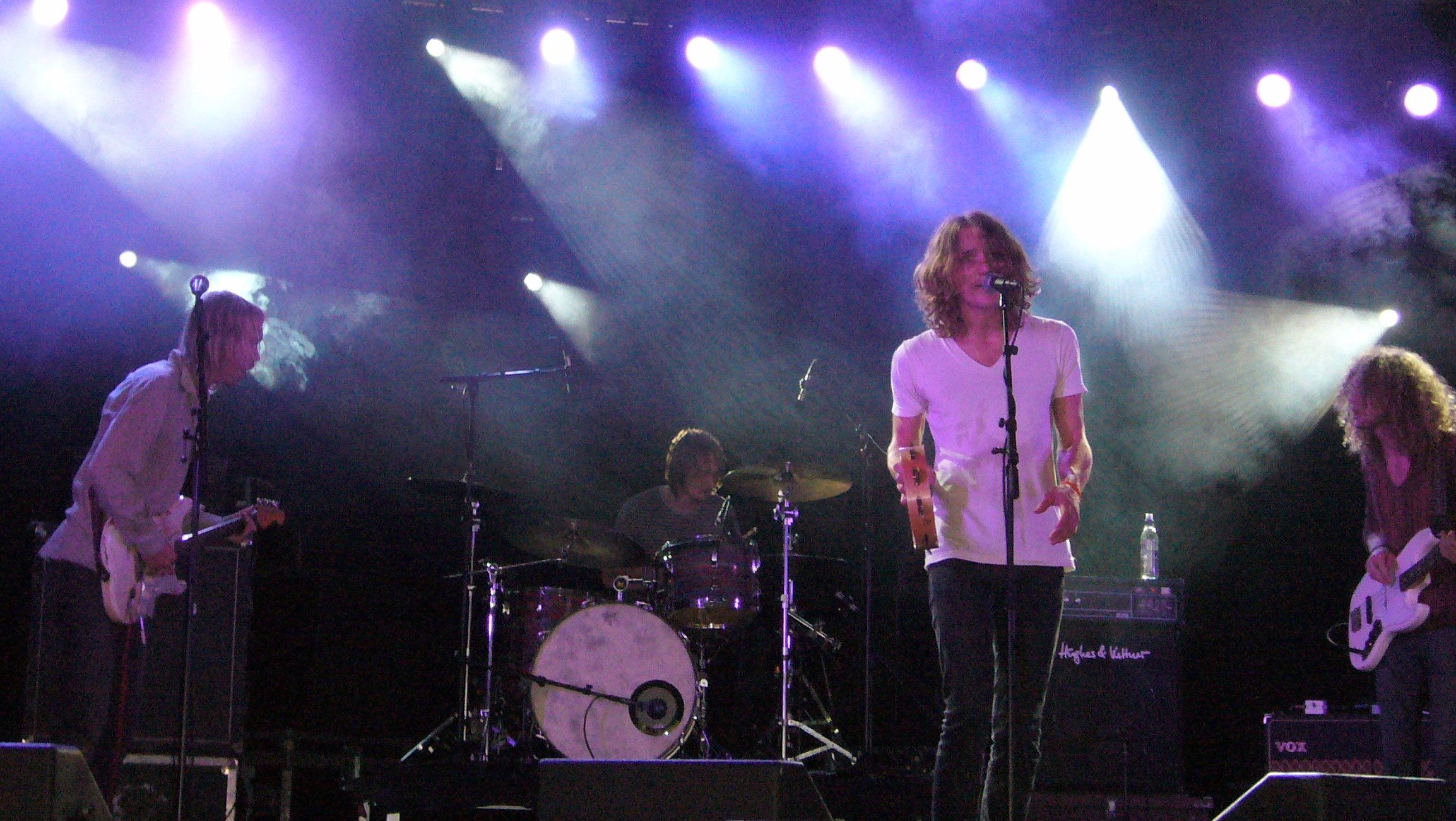
Dungen in 2006

Dungen is een Zweedse rockgroep die sterk beïnvloed is door de rock uit de jaren 60 en 70, Zweedse volksmuziek, psychedelische rock en progressieve rock. Het album Ta det lungt uit 2004 werd wereldwijd goed ontvangen in Indie Rock-kringen.

## Lineup
De man achter Dungen is de jonge multi-instrumentalist Gustav Ejstes. Hij heeft bijna alle instrumenten zelf ingespeeld op het uitgebrachte materiaal. Live speelt hij met een band, die naast Ejstes bestaat uit:
- Reine Fiske - gitaar
- Mattias Gustavsson - basgitaar
- Fredrik Björling - drum

## Discografie

### Albums
- Dungen (2001, Subliminal Sounds)
- Dungen 2 (2002, Subliminal Sounds)
- Stadsvandringar (2002, ASK)
- Ta det lungt (2004, Subliminal Sounds)
- Tio bitar (2007, Subliminal Sounds)
- 4 (2008, Subliminal Sounds)
- Skit i allt (2010, Subliminal Sounds)
- Allas Sak (2015, Smalltown Supersound/Mexican Summer)
- En Är För Mycket och Tusen Aldrig Nog (2022, Mexican Summer)

### Singles/ep's
- Solen stiger upp (2002, Dolores Recordings)
- Stadsvandringar (song) (2002, Dolores Recordings)
- Jag vill va'som du / Har du vart' i Stockholm? (2003, Dolores Recordings)
- Panda (2005, Memphis Industries)
- Tyst minut (2005, Subliminal Sounds)